# Fays, Vosges
Fays là một xã, nằm ở tỉnh Vosges trong vùng Grand Est của Pháp. Xã này có diện tích 4,83 kilômét vuông, dân số năm 1999 là 235 người. Xã này nằm ở khu vực có độ cao trung bình 424 m trên mực nước biển.

## Biến động dân số
| 1962                                         | 1968 | 1975 | 1982 | 1990 | 1999 |
| -------------------------------------------- | ---- | ---- | ---- | ---- | ---- |
| 154                                          | 165  | 179  | 191  | 236  | 235  |
| Số liệu từ năm 1962: Dân số không tính trùng |      |      |      |      |      |